# Candidella johnsoni
Candidella johnsoni är en korallart som först beskrevs av Wright och Studer 1889.  Candidella johnsoni ingår i släktet Candidella och familjen Primnoidae. Inga underarter finns listade i Catalogue of Life.